# Schizolobium

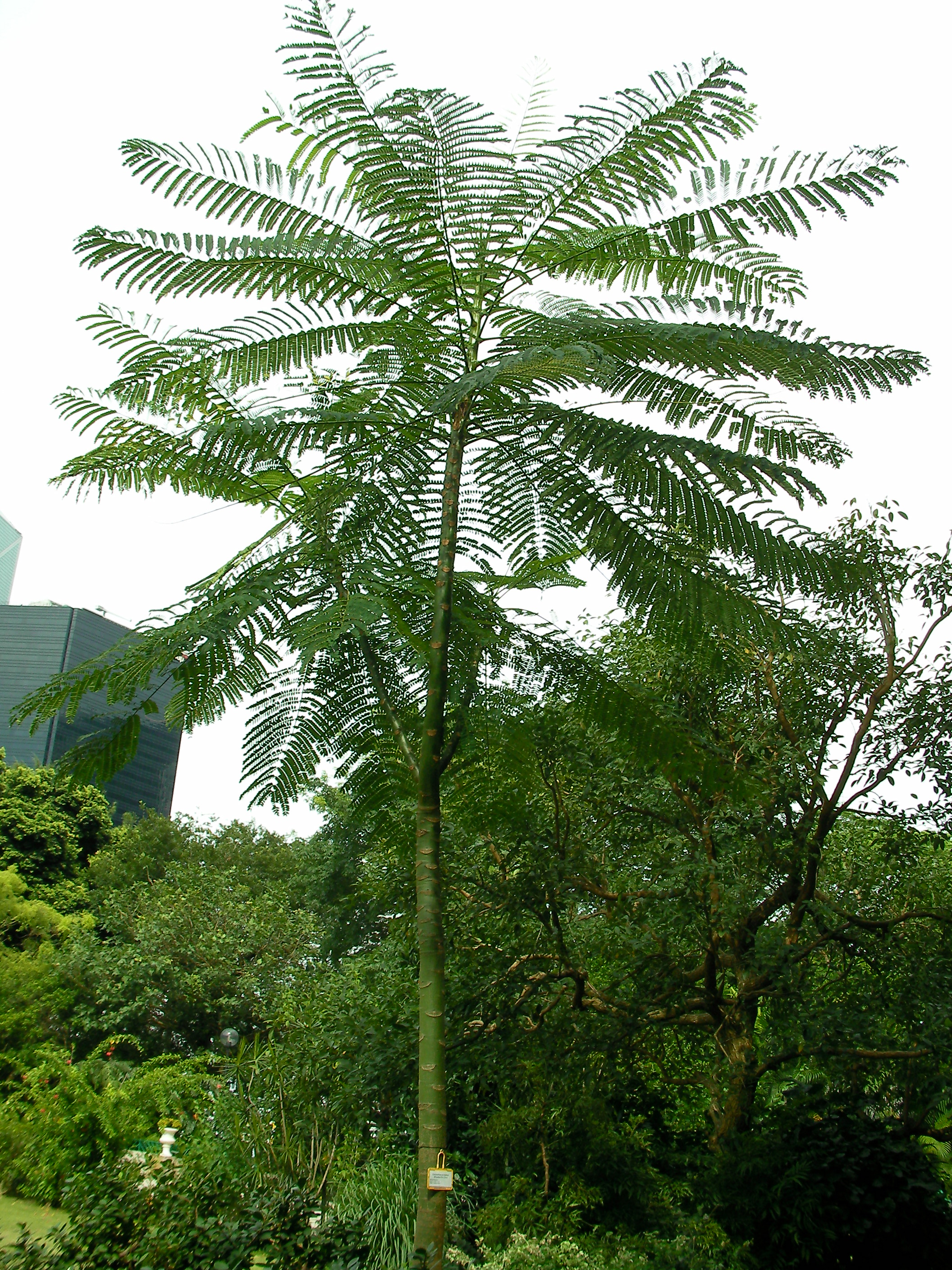
Mladý stromek Schizolobium parahyba

Schizolobium (Schizolobium) je rod rostlin z čeledi bobovité. Jsou to mohutné stromy s velkými kapradinovitými listy a žlutými květy. Kvetou bohatě v bezlistém stavu. Rod Schizolobium zahrnuje 2 druhy, rostoucí v tropické Americe. Druh Schizolobium parahyba je považován za jeden z nejkrásnějších kvetoucích tropických stromů a je pěstován i v jiných částech tropů.

## Popis
Zástupci rodu schizolobium jsou vysoké a rychle rostoucí, beztrnné, opadavé stromy s válcovitým kmenem a širokou, otevřenou korunou. U paty kmene mívají kořenové náběhy. Listy jsou velké, dvakrát zpeřené, kapradinovitého vzhledu. Na hlavní vřeteno listu nasedá nejčastěji 7 až 20 párů postranních vřeten nesoucích 10 až 20 párů drobných, eliptických lístků. Květy jsou velké, zlatožluté, nápadné, uspořádané v úžlabních hroznech nebo vrcholových latách. Kalich je kuželovitý, zakončený 5 nestejnými laloky. Koruna je složena z 5 nehetnatých, okrouhlých až vejčitých, navzájem podobných, poněkud se překrývajících korunních lístků. Tyčinek je 10 a jsou volné. Semeník je téměř přisedlý, připojený k jedné straně kališní trubky a obsahuje mnoho vajíček. Čnělka je nitkovitá, zakončená drobnou vrcholovou bliznou. Lusky jsou ploché, obvejčité až obkopinaté, 8 až 10 cm dlouhé, opožděně pukající 2 chlopněmi. Vnější kožovitá vrstva (exokarp) se za zralosti odděluje od vnitřní tenké vrstvy (endokarpu) uzavírající semeno a mající podobu blanitého křídla. Plody jsou jednosemenné, semeno je v plodu uloženo ve vrcholové části.

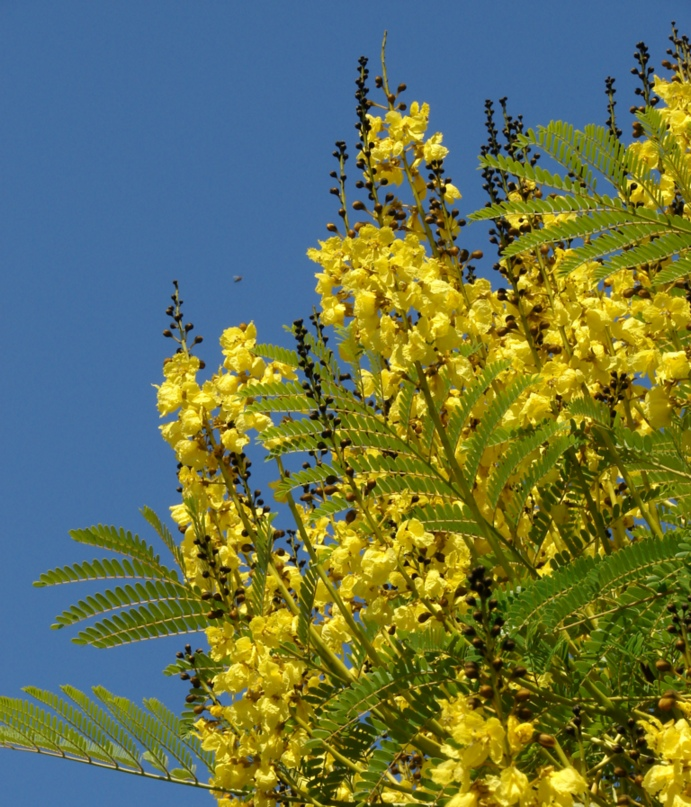
Rozkvetlé větve S. parahyba
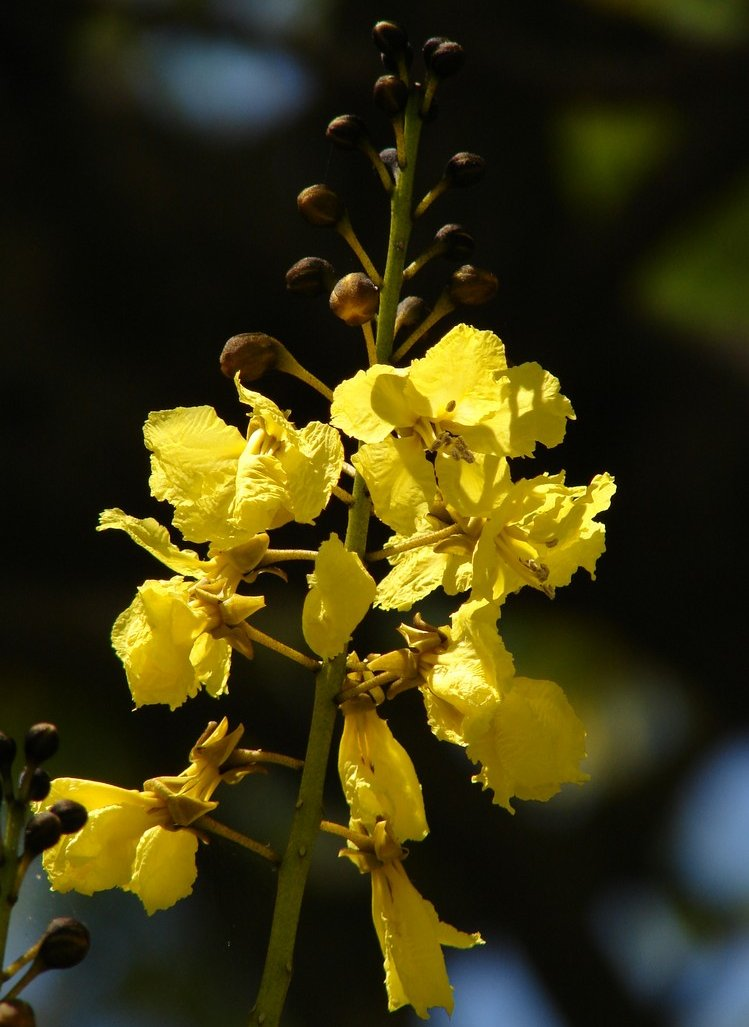
Květenství S. parahyba
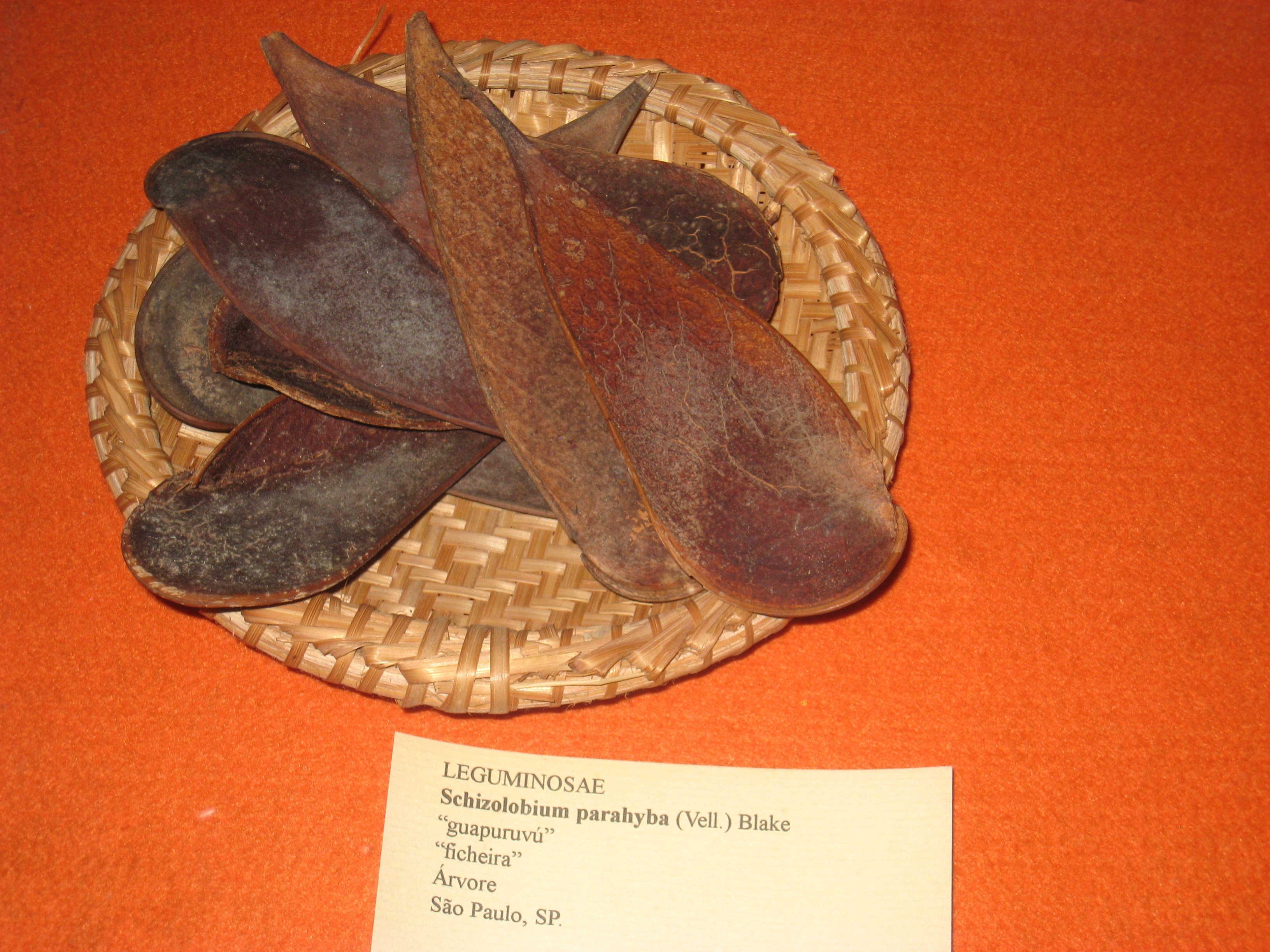
Plody S. parahyba

## Rozšíření
Rod Schizolobium zahrnuje 2 druhy. Je rozšířen v tropické Střední a Jižní Americe od jižního Mexika po Brazílii, Paraguay a Bolívii. Stromy rostou jako součást tropického deštného lesa, též v sekundárních lesích, zpravidla na vlhkých a dobře propustných půdách.

## Taxonomie
Někteří autoři uvádějí rod Schizolobium jako monotypický a druh Schizolobium amazonicum považují za varietu S. parahyba.

## Význam
Druh Schizolobium parahyba je zmiňován jako jeden z nejnádhernějších kvetoucích tropických stromů. Roste velmi rychle, tříleté stromy již dosahují výšky 7 až 8 metrů. V lesních porostech dorůstá výšky až 35 metrů. Kvete bohatě v bezlistém stavu a je v této době velmi nápadný. Krásné jsou i velké kapradinovité listy. Je pěstován jako okrasná dřevina i v jiných částech tropů, např. na Srí Lance, Jávě, Floridě nebo na ostrovech v Tichomoří. Místy je také pěstován jako stínící dřevina, např. na kávových plantážích.
Dřevo rodu Schizolobium není příliš využíváno, neboť není odolné vůči rozkladu a hmyzím škůdcům. Čerstvé dřevo při zpracování zapáchá.

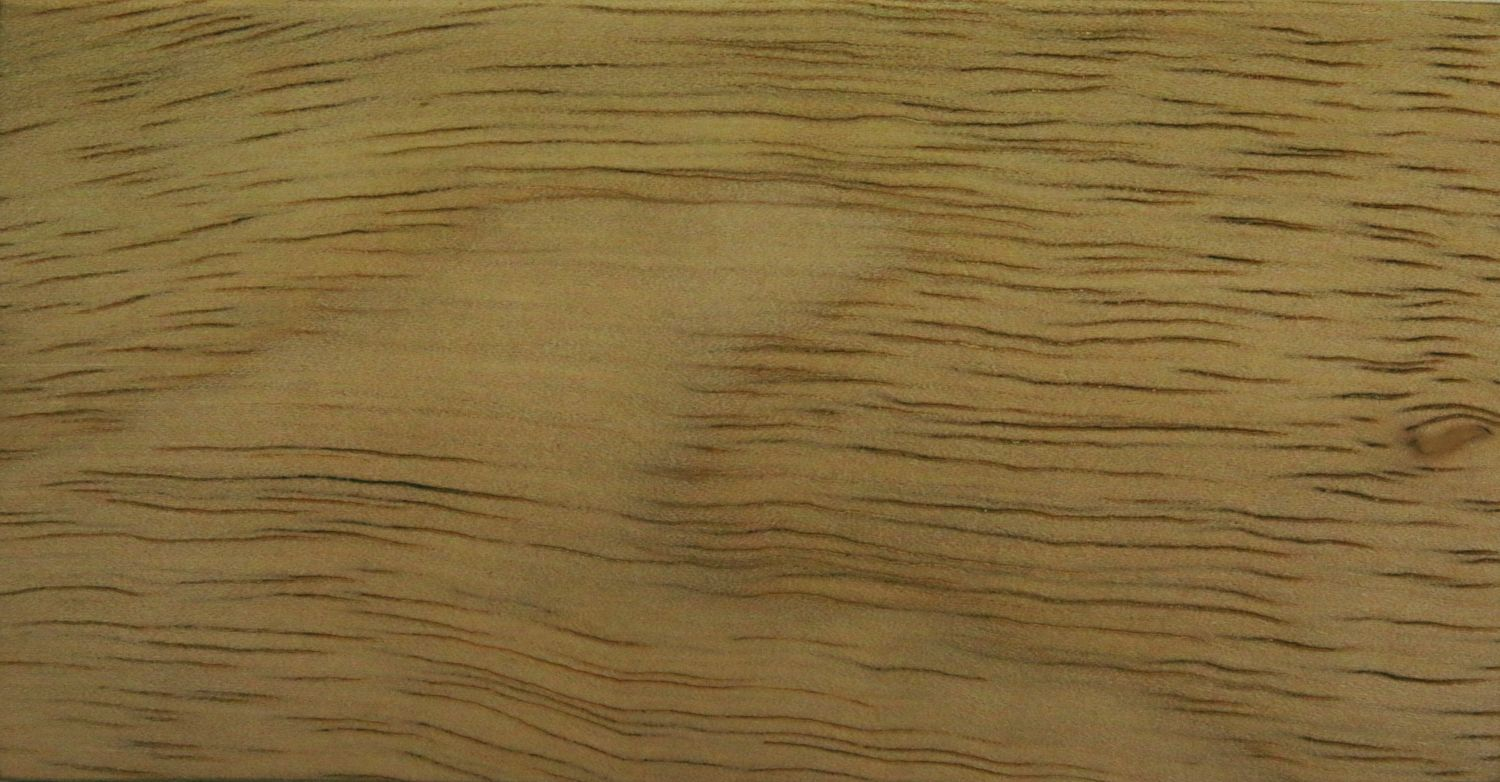
Dřevo Schizolobium parahyba

## Přehled zástupců a jejich rozšíření
- Schizolobium amazonicum – Brazílie, Kolumbie a Venezuela
- Schizolobium parahyba – Mexiko až Brazílie a Paraguay